# قطعی کامل برق ونزوئلا ۲۰۱۹

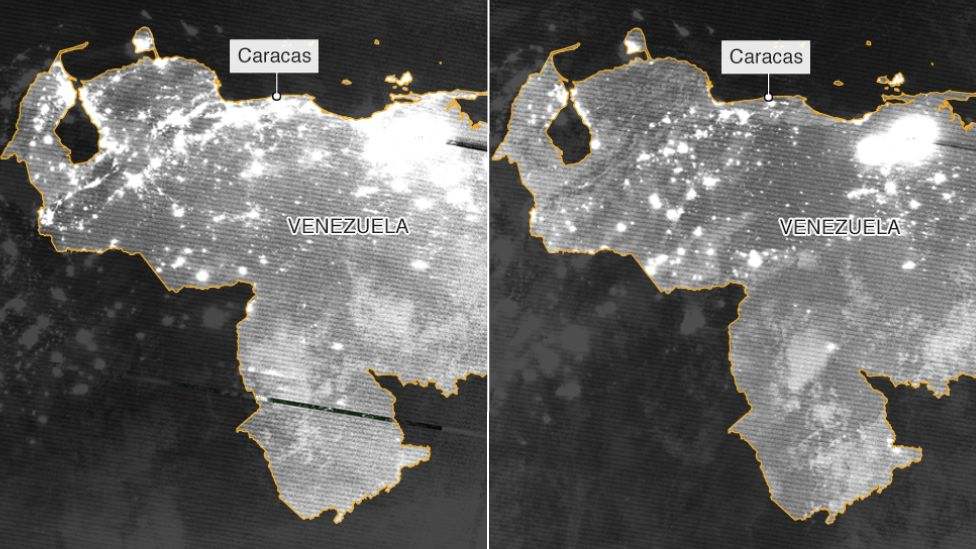
نقشه ونزوئلا در شب ۷ مارس ۲۰۱۹و شب ۸ مارس.

قطعی کامل برق ونزوئلا ۲۰۱۹ (انگلیسی: 2019 Venezuelan blackout) در ساعت ۴و ۵۶ دقیقه بعد از ظهر روز ۷ مارس به وقت محلی (ودر ساعت ۴ به وقت گرینویچ) اتفاق افتاد. این بزرگ‌ترین قطعی برق در تاریخ ونزوئلا به‌شمار می‌رود، این قطعی برق اغلب ۲۳ ایالت ونزوئلا را در خود فرو برد و باعث مشکلات جدی در بیمارستان‌ها، کلینیک‌ها، صنعت، حمل و نقل و خدمات آب شد.
در ۱۳ مارس ۲۰۱۹ دولت ونزوئلا اعلام کرد برق همه مناطق این کشور وصل شد و تنها دو شهرک باروتا و هایلو در نزدیکی کاراکاس به خاطر آتش‌سوزی برق ندارند. از روز ۷ مارس بخش بزرگی از ونزوئلا در خاموشی فرورفت و این در حالی است که عرضه سوخت و غذا نیز با بحران جدی روبروست.

## پیشینه
ونزوئلا سابقه‌ای از خاموشی‌های برق دارد  Wired می‌گوید که مشکلات «با زیرساخت قدیمی» تشدید شده‌اند. به گفته وال استریت ژورنال، «آنچه که بخش برق ونزوئلا را تحت فشار قرار می‌دهد این است که با فساد گسترده دولتی مواجه است.» و سیاست‌های انرژی فاجعه‌انگیز کشور «خصوصی‌سازی تولید برق و افزایش قیمت‌ها» در ماه مه سال ۲۰۱۸، یک رهبر اتحادیه کارگران به وسیله نیروهای دولتی توسط سرویس اطلاعاتی دستگیر شد که نسبت به قطعی برق هشدار داده بود.
در سال ۲۰۰۹، دولت چاوز یک سرمایه‌گذاری ۱۰۰ میلیارد دلاری اضطراری برای بهبود وضعیت برق ملی را اعلام کرد. به گفته تلویزیون یونیویژن، دولت چاوز «قراردادهای میلیون دلاری را که مقامات بلندپایه دولت او را برجسته می‌کرد بدون انعقاد قرار داد، طرح کرد.» وال استریت ژورنال اظهار داشت که دولت قراردادهای برق را به شرکت‌هایی که تجربه کمی در بخش انرژی داشتند، اعطا کرد. میلیاردها دلار قرارداد پروژه‌هایی که هرگز به بازدهی نرسیدند، آنچنانکه در بررسی‌های بین‌المللی اکنون مشخص شده «مقامات بلندپایه رژیم چاوز از خزانه‌های جمهوری بولیواری» سرقت کرده‌اند . منتقدان می‌گویند که یک کمپانی به نام مؤسسه درویک، پروژه‌هایی را در اختیار داشت، هرچند تجربه قبلی نداشت؛ با این حال دروئیک اتهام هرگونه گرفتن رشوه را رد می‌کند. از ۴۰ پروژه انرژی که بین سال‌های ۲۰۱۰ تا ۲۰۱۴ توسط شفاف‌سازی ونزوئلا مورد بررسی و تجزیه و تحلیل قرار گرفته‌است، این پروژه‌ها تا ۱۷ مارس ۲۰۱۹ تکمیل نشده‌است، هیچ‌کدام در ظرفیت خود کار نمی‌کنند و میلیاردها دلار اموال به سرقت رفته شناسایی شده‌است.

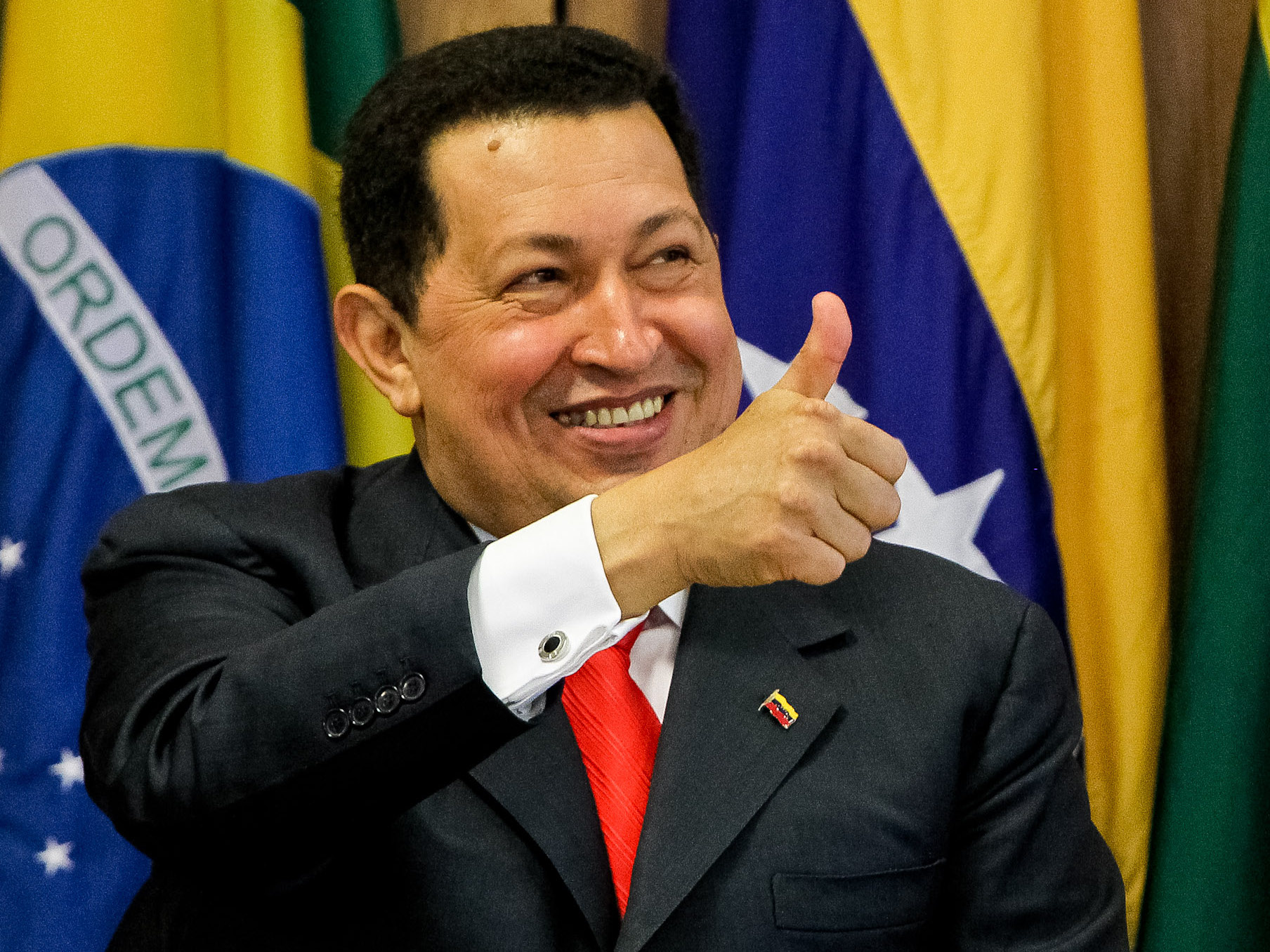
هوگو چاوز در برزیل ۲۰۱۱

علاوه بر پیچیدگی مسائل فنی، یک شرکت قدرتمند دولتی به نام کورپولک در ونزوئلا در ۲۰۰۷ با ادغام ده شرکت دولتی و شش شرکت خصوصی تأسیس شد. رئیس این شرکت، از سال ۲۰۱۵، لوئیس موتا دومیینگز، وزیر برق و ژنرال ارتش ونزوئلا است با توجه به تجربه کمی که داشت پروژه برق به او سپرده شد. حال آنکه راه‌اندازی یک شبکه فرسوده نیاز به متخصص و تجهیزات دارد که به دلیل فرار مغزها در ونزوئلا نیروی متخصص وجود نداشت؛ به گفته کارشناسان به نقل از نیویورک تایمز، هزاران نفر از کارگران کشور را ترک کرده‌اند یا کمپانی کورپولک را ترک کرده‌اند، زیرا «دستمزد کم و فضای پلیسی ترس که توسط پلیس مخفی مادورو اعمال می‌شود» باعث ترک نیروی متخصص می‌شود.
در سال ۲۰۱۳، دو بار قطعی کامل برق وجود داشت. در سال ۲۰۱۶، ونزوئلا با بحران شدید برق که به دلیل قطعی برق به وجود آمد مواجه شد و در سال ۲۰۱۷، بیش از ۱۸۰۰۰ مورد قطع برق در سراسر کشور وجود داشت.
در سال ۲۰۱۷، مجلس ملی ۱۰۰ میلیارد دلار سرمایه‌گذاری در سیستم برق را مورد بررسی قرار داد و مشخص شد که بیش از ۸۰ میلیارد دلار رشوه داده شده‌است و بیش از ۱۴ ایستگاه ترموالکتریک اصلاً کار نمی‌کنند و در نتیجه انتقال برق صورت نمی‌گیرد و سیستمی هم برای ذخیره برق وجود ندارد.

## تأثیرات

### خدمات غذایی
محصولات غذایی در مناطق تجاری که در یخچال نگهداری می‌شد آسیب دید و مغازه‌ها و کسبه غارت شدند.

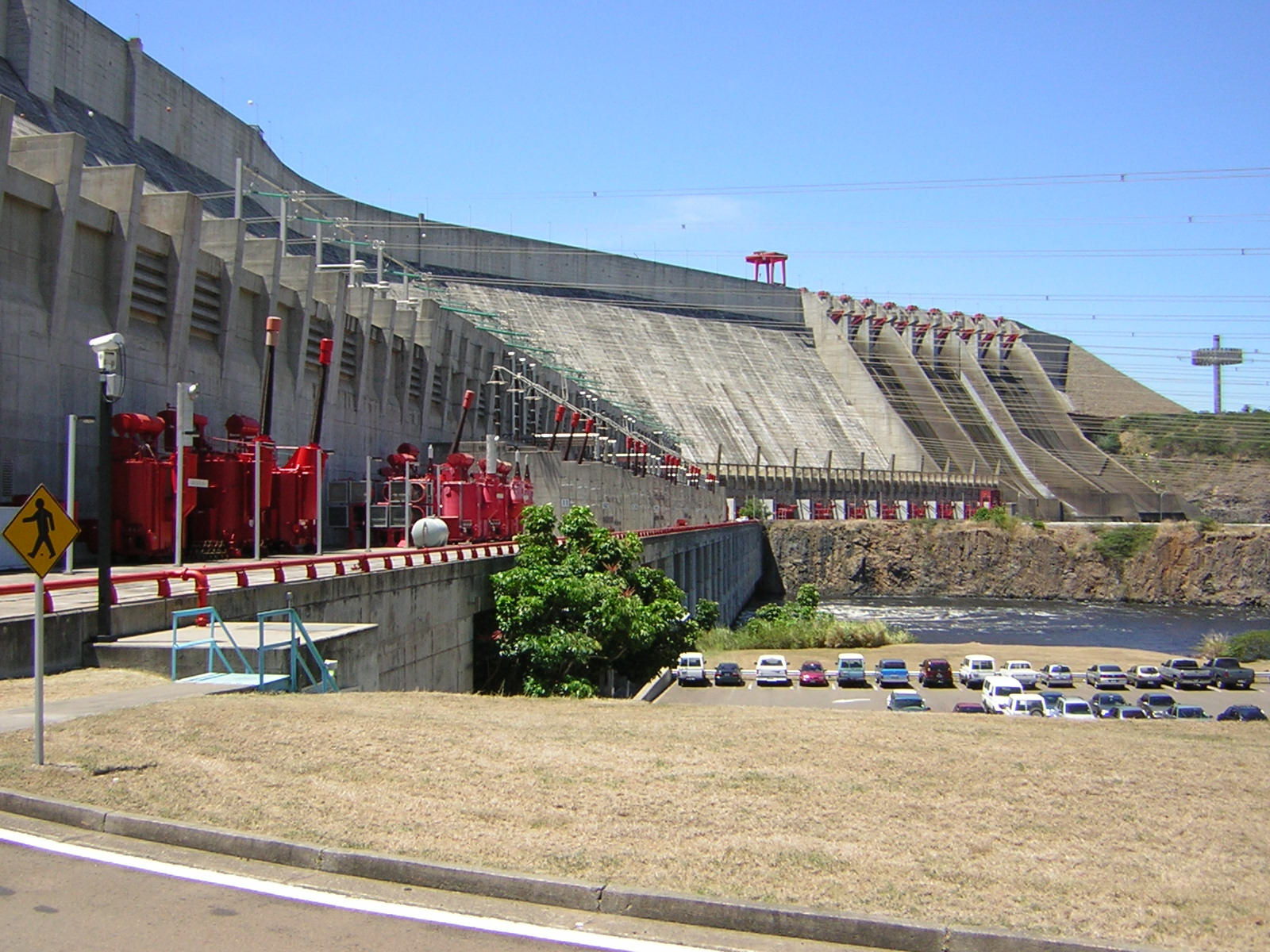
سد گوری

### کمبود آب
با توجه به کمبود برق، سیستم توزیع آب نیز در بخش‌های مختلف کشور دچار کمبود آب شد. به گفته خوزه ماریا دی ویانا رئیس پیشین هیدرو کاپیتال، «مهمترین مراکز پر تجمع کشور بیش از چهار روزاز تأمین آب آشامیدنی محروم بودند». از روز پنج شنبه، ۷مارس، دیگر هیچ قطره آبی در کاراکاس پیدا نمی‌شد. حداقل از ۱۱ مارس، صدها نفر آب خود را از رودخانه گوایر تأمین کردند که البته انشعابی از فاضلاب شهر وارد این رودخانه می‌شد، سایر مردم هم سعی می‌کردند آب خود را از آب تخلیه شده فاضلاب شهر در ورود و خروجی آن تأمین کنند.همچنین صدها نفر از مردم هم به بالای تپه ال آویلا می‌رفتند تا آبی را که از آبشار سرازیر می‌شود با آوردن دبه و… تأمین کنند. از ۱۰مارس، صف‌های طولانی گزارش شده که در ایالت کارابابو برای خرید آب و همچنین تأمین یخ و سوخت صف تشکیل شدند،علاوه بر این در ایالت لارا گزارش شد، افرادی به دلیل کمبود آب تصمیم به حمام گرفتن در فاضلاب‌ها نمودند.

### بخش سلامتی
در ۱۳ مارس، رهبران اپوزیسیون گزارش کردند که بر اثر قطعی برق ۲۶ نفر در بیمارستان‌ها جان باختند.

## علت
دولت نیکولاس مادورو، رئیس‌جمهور مورد دعوا، خرابکاری‌های عمدی خارجی و آمریکا را علت دانسته محکوم کرد؛ مجلس ملی اعلام کرد که رئیس‌جمهور فعلی، خوان گوایدو، گفت که دولت مادورو در حفظ شبکه برق‌رسانی هیچ اقدامی نتوانسته انجام دهد.
به گفته گاردین، «تحلیلگران و مهندسین» علت قطعی برق را با اشاره به کمبودهای زیرساختی و مدیریت نامناسب، از جمله استقرار سربازان برای مانیتور ایستگاه‌های برق به جای تکنیسین‌های برق، توصیف کرده‌اند. مشخص شده‌است خطایی باعث گردید تا سه کابل بزرگ از نیروگاه هیدروالکتریک سد گوری که ۸۰ درصد برق ونزوئلا را تأمین می‌کند از دور استفاده خارج شوند. یک کابل از طریق شبکه اصلی مالنا و کابل بی سن گرونیمو از دور استفاده خارج شد و باعث گردید تا دو کابل دیگر نیز از دور استفاده خارج شوند.

### تحقیقات
مادورو تحقیقات از گوایدو را برای این خرابکاری اعلام کرد

## واکنش‌ها
گروه لیما مادورو را به‌طور کامل مسئول قطع برقی دانست.
چین پیشنهاد کرده‌است تا مسئله قطعی برق و بازگرداندن سیستم الکتریکی را تأمین کند.